# Paul Oppenheim
Paul Oppenheim (* 17. Juni 1885 in Frankfurt am Main; † 22. Juni 1977) war ein deutscher Chemiker, Philosoph, Privatgelehrter und Industrieller.

## Werdegang
Nach dem Studium der Naturwissenschaften und Chemie in Freiburg im Breisgau und Gießen wurde er in den Fächern Chemie und Philosophie promoviert. Bis 1933 war er in der chemischen Industrie tätig, danach emigrierte er zunächst nach Brüssel und 1939 in die USA, wo er als Privatgelehrter wirkte.
Nach Beginn der Nazi-Herrschaft in Deutschland verschaffte er mehreren verfolgten Wissenschaftlern, wie zum Beispiel Carl Gustav Hempel und Kurt Grelling, finanzielle Mittel und Hilfe zur Flucht aus Deutschland. Sein Vater, der Frankfurter Edelsteinhändler Moritz Nathan Oppenheim (1848–1933), und seine Mutter nahmen sich 1933 gemeinsam das Leben.
Er publizierte mit Hempel und Grelling Arbeiten zur Philosophie, Wissenschaftstheorie sowie zur Gestaltpsychologie. Oppenheim ist Mitbegründer des sogenannten Hempel-Oppenheim-Schemas (D-N-Modell).

## Publikationen
- Hempel, C.G. und Oppenheim, P.: „Der Typusbegriff im Lichte der neuen Logik. Wissenschaftstheoretische Untersuchungen zur Konstitutionsforschung und Psychologie“.
- Kurt Grelling und Paul Oppenheim, „Der Gestaltbegriff im Lichte der neuen Logik“, Erkenntnis 7 (1937/38), 211–225 [engl. Übersetzung: 1988.1].
- Kurt Grelling und Paul Oppenheim, “Supplementary Remarks on the Concept of Gestalt”, Erkenntnis 7 (1937/38), 357–359 [Neudruck: 1988.2].
- Kurt Grelling und Paul Oppenheim, “Concerning the Structure of Wholes”, Philosophy of Science 6 (1939), 487–488.
- Kurt Grelling und Paul Oppenheim, Logical Analysis of “Gestalt” as “Functional Whole” [Paper sent in for the Fifth International Congress for the Unity of Science (Cambridge, Mass., 1939)], TS, 8 S. [von Carl G. Hempel, Princeton, Neudruck: 1988.3, 1999.1].
- Paul Oppenheim und Hilary Putnam: "The Unity of Science as a Working Hypothesis". In: Minnesota Studies in the Philosophy of Science, 1958